# O Jesus, min Jesus, mitt hjärta intag
O Jesus, min Jesus, mitt hjärta intag är en psalm med text skriven 1892 av Emil Gustafson. Musiken till versen är skriven av en okänd person och musik till refrängen är skriven av James McGranahan.

## Publicerad som
- Segertoner 1988 som nr 617 under rubriken "Efterföljd – helgelse".[1]